# Pino II Ordelaffi
Pino II Ordelaffi (circa 1356 – 1402), est un noble italien qui vécut au XIVe siècle, appartenant à la famille des Ordelaffi de la ville de Forlì.

## Biographie
Fils de Giovanni Ordelaffi et de Taddea Malatesta, Pino II Ordelaffi épousa Venanzia da Varano.
Il fut seigneur de Forlì de 1386 à sa mort.
Il fut également vicaire pontifical de Forlimpopoli, de Castrocaro Terme et de Sarsina.
Il fit emprisonner puis empoisonner son oncle Sinibaldo I Ordelaffi afin de lui succéder comme seigneur de Forlì en 1386.
En 1399 il fit empoisonner son oncle Giovanni Ordelaffi.
Il mourut d’une crise d’apoplexie en 1402.

## Sources
- (it) Cet article est partiellement ou en totalité issu de l’article de Wikipédia en italien intitulé « Pino II Ordelaffi » (voir la liste des auteurs).

- (en) Cet article est partiellement ou en totalité issu de l’article de Wikipédia en anglais intitulé « Pino I Ordelaffi » (voir la liste des auteurs).